# 神田喜一郎

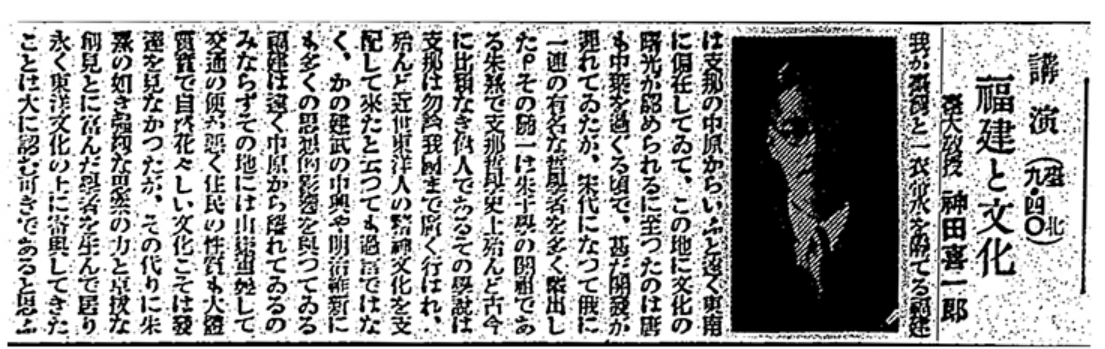
講演：福建と文化

神田 喜一郎（かんだ きいちろう、1897年（明治30年）10月16日 - 1984年（昭和59年）4月10日）は、日本の東洋学者、書誌学者。号を鬯盦、書室を佞古書屋と称した。

## 来歴
京都市上京区生まれ。京都府立第一中学校・第三高等学校を経て
- 1921年（大正10年）3月 京都帝国大学文学部史学科支那史学専攻卒業
- 1923年（大正12年）4月 大谷大学教授
- 1926年（大正15年）3月 大谷大学教授の職を辞し、4月より宮内省図書寮（圖書）嘱託に任ぜられ、漢籍目録解題の編纂を担当
- 1929年（昭和4年）4月 台北帝国大学助教授
- 1934年（昭和9年）
  - 11月 - 同教授
  - 12月より1936年（昭和11年）8月まで、フランス・イギリスに留学し、敦煌写本の研究等を行う
- 1945年（昭和20年）12月 台北帝国大学教授を免ぜられる
- 1946年（昭和21年）5月 大谷大学教授
- 1948年（昭和23年）11月 大谷大学教授を辞任、大阪商科大学教授に任ぜられる（1949年（昭和24年）4月 大阪市立大学に改編され、同教授）
- 1950年（昭和25年）1月 「支那訓詁学上より見たる日本書紀古訓攷証」により、京都大学で文学博士の学位を授与[1]
- 1952年（昭和27年）5月 京都国立博物館館長
- 1960年（昭和35年）7月 同 館長を退任
- 1972年（昭和47年）11月 日本学士院会員

## 親族
- 長男は神田信夫（東洋学者。清史・満州族史の研究、1921年 - 2003年）
- 次男は神田孝夫（比較文学者・ドイツ語学者、東洋大学教授、1923年 - 1996年）

## 主な著作
- 『狩谷掖齋全集（七） 日本見在書目證注稿』（日本古典全集刊行会, 1928年）- 宮内省図書寮勤務時に校訂
  - 「覆刻日本古典全集13」現代思潮社, 1978年／オンデマンド版・現代思潮新社, 2006年
- 『典籍箚記』（高桐書院, 1947年）
- 『東洋學説林』（弘文堂, 1948年／思文閣出版, 1974年）
- 『日本書紀古訓攷証』（養徳社, 1949年）
- 『敦煌學五十年』（二玄社, 1960年／筑摩書房〈筑摩叢書〉, 1970年、復刊1984年ほか）
- 『日本における中國文學－日本填詞史話』（二玄社（全2巻）, 1965-1967年）
- 『東洋學文献叢説』（二玄社, 1969年）
- 『敦煌秘籍留眞』（臨川書店, 1973年）[2]
- 『中国の古印－その鑑賞の歴史』（二玄社, 1976年）- 編著・図版多数
- 『墨林間話』（岩波書店, 1977年）。オンデマンド版2012年
- 『画禅室随筆講義』（同朋舎出版, 1980年）
- 『藝林談叢』（法蔵館〈法蔵選書〉, 1981年）
- 『中国詩学概説 森槐南遺稿』（臨川書店, 1982年）- 校訂編集
- 『明治文學全集62 明治漢詩文集』（筑摩書房, 1983年、新装復刊2013年）- 編著代表
- 『中國書道史』（岩波書店, 1985年）- 遺著、校訂・あとがき神田信夫

### 全集
- 『神田喜一郎全集』（全10巻、同朋舎, 1983-1997年）

1. 東洋學説林 敦煌秘籍留眞
2. 續東洋學説林 日本書紀古訓攷証
3. 東洋學文献叢説 舊鈔本叢説 鬯盦蔵書絶句
4. 畫禪室随筆講義 鬯盦蔵曲志
5. 中國における詩と美術の間、附録（中國書法の二大潮流・中國の古印）- 解説のみ収録
6. 日本における中國文學 I
7. 日本における中國文學 II
8. 扶桑學志 藝林談叢 - 前者は遺著
9. 墨林間話 敦煌學五十年
10. 漢詩文 鐵齋扇面 雑纂 - 最終巻刊行